# Loukonosy
Loukonosy jsou vesnice v okrese Kolín, je součástí obce Žiželice. Nachází se asi dva kilometry východně od Žiželic. Okolo obce protéká řeka Cidlina, kterou severozápadně od Loukonos kříží dálnice D11. Loukonosy jsou také název katastrálního území o rozloze 2,06 km², v něm leží i část Pod Vinicí.

## Historie
První písemná zmínka o vesnici pochází z roku 1299.
Ve vsi Loukonosy (325 obyvatel, samostatná ves se později stala součástí Žiželic) byly v roce 1932 evidovány tyto živnosti a obchody: družstvo pro rozvod elektrické energie v Loukonosích, hostinec, kolář, kovář, rolník, 2 obchody se smíšeným zbožím, trafika, truhlář.

## Pamětihodnosti
- Špýchar usedlosti čp. 1
- Špýchar usedlosti čp. 28

## Rodáci
- František Hyhlík (1905–1981) český psycholog a pedagog, profesor na Karlově univerzitě v Praze, jeden se zakladatelů oboru andragogika v Československu.